# Agatobulo
Agatobulo (in greco antico: Ἀγαθόβουλος?; I secolo – Alessandria d'Egitto, II secolo) è stato un filosofo cinico greco antico dell'età ellenistica.

## Biografia
Si conosce pochissimo della vita di Agatobulo. Nel Chronicon di San Girolamo, Agatobulo è annoverato con Plutarco, Sesto di Cheronea ed Enomao di Gadara fra i filosofi principali che fiorirono nel terzo anno del regno di Adriano (119 d.C.). Secondo Luciano di Samosata, Agatobulo fu il maestro di Demonatte (70-170); anche Peregrino Proteo (100-165) attorno all'anno 135 d.C. studiò  ad Alessandria, sotto la sua guida, l'approccio alla "vita cinica" (κυνικός βίος, kynikòs bios).

## Pensiero
Luciano di Samosata, nella sua polemica contro il fanatismo, fornisce una grottesca documentazione dell'insegnamento impartito da Agatobulo a Peregrino Proteo:
(Lucianus, "La morte di Peregrino". in Opere di Luciano, traduzione di Luigi Settembrini, Firenze : Le Monnier, 1862, vol. III, pp. 205.)
Questo resoconto tuttavia non deve essere preso alla lettera; Luciano di Samosata detestava i filosofi cinici, e specialmente Peregrino Proteo. 
Di Agatobulo non sono rimasti scritti.